# Lindsaea falciformis
Lindsaea falciformis är en ormbunkeart som beskrevs av William Jackson Hooker. Lindsaea falciformis ingår i släktet Lindsaea och familjen Lindsaeaceae. Inga underarter finns listade.